# Limasawa
Limasawa é um município de  sexta classe de renda municipal (d) na província Leyte do Sul, nas Filipinas. De acordo com o censo de 1 de maio  de  2020 possui uma população de 6 191 pessoas e 1 491 domicílios.